# Komáromi György (labdarúgó)
Komáromi György (2002. január 19. –) magyar utánpótlás-válogatott labdarúgó, középpályás, a Debreceni VSC játékosa, kölcsönben a szlovén Maribor csapatától.

## Pályafutása

### Klubcsapatokban
Pályafutását hatéves korában a Rákóczifalva SE igazolt játékosaként kezdte. A 2007–2008-as idényben tizenhárom bajnokin nyolc gólt szerzett a csapatban. 2011-ben, hétéves korában szerződtette a Szolnoki MÁV, ahol egyből a nála három évvel idősebbeket foglalkoztató U14-es csapatban kapott lehetőséget. Tizenkét találkozón 41 gólt szerzett, egy évvel később pedig harmincegy mérkőzésen harminckétszer volt eredményes.

#### Puskás Akadémia
2015-ben igazolta le a Puskás Akadémia. Tizenhét évesen és huszonhat naposan mutatkozott be a felcsútiak felnőtt csapatában egy kupamérkőzésen, és több élvonalbeli bajnokin is a leülhetett a kispadra. A 2020–2021-es Európa-liga selejtezőjében a koronavírus-járvány miatt csapata több meghatározó játékosa nem tudott pályára lépni a svéd Hammarby IF ellen, így több, az akadémián nevelkedett fiatal játékos is lehetőséget kapott a mérkőzésen. A 3–0-ra elveszített mérkőzésen Komáromi csereként állt be a 61. percben. A magyar első osztályban 2020. augusztus 31-én mutatkozott be az Újpest ellen 3–2-re megnyert mérkőzésen, ahol ő szerezte csapata első gólját. A következő fordulóban élete második NB I-es mérkőzésén is gólt szerzett, valamint kiharcolt egy büntetőt a Kisvárda elleni 3–0-s győzelem alkalmával. 2020 novemberében 2023 nyaráig meghosszabbította a szerződését a klubbal. A 2021-2022-es szezon első felében 13 bajnokin kapott játéklehetőséeget, ezeken egy gólt szerzett és három gólpasszt adott. 2022 januárjában újabb egyx évvel, 2024 nyaráig meghosszabbította a szerződését a Puskás Akadémiával. Az ezt követő időszakban alapembere lett a felcsúti csapatnak, a 2023-2024-es szezonban meghatározó tagja volt a bajnoki 3. helyezett csapatnak.

### Maribor
2024. szeptember 7-én a szlovén élvonalbeli Mariborhoz szerződött, három évre szóló szerződést aláírva.
A 2024-2025-ös szezonban 21 bajnokin lépett pályára, 2025 nyarán pedig a Debreceni VSC-nek adta kölcsön őt a Maribor.

### A válogatottban
2019-ben tagja volt a korosztályos Európa-bajnokságon szerepló U17-es magyar válogatottnak, amely az 5. helyen végzett a tornán. 2021. augusztus 26-án Gera Zoltán szövetségi edző meghívta az U21-es válogatott keretébe az őszi Európa-bajnoki selejtezőkre.

## Statisztika

### Klubcsapatokban
2025. augusztus 8-án frissítve.
| Klub                       | Szezon         | Bajnokság      | Bajnokság | Bajnokság | Kupa  | Kupa  | Nemzetközi | Nemzetközi | Egyéb | Egyéb | Összesen | Összesen |
| Klub                       | Szezon         | Bajnokság      | Mérk.     | Gólok     | Mérk. | Gólok | Mérk.      | Gólok      | Mérk. | Gólok | Mérk.    | Gólok    |
| -------------------------- | -------------- | -------------- | --------- | --------- | ----- | ----- | ---------- | ---------- | ----- | ----- | -------- | -------- |
| Puskás Akadémia            | 2018–19        | NB I           | —         | —         | 1     | 0     | —          | —          | —     | —     | 1        | 0        |
| Puskás Akadémia            | 2019–20        | NB I           | —         | —         | 2     | 1     | —          | —          | —     | —     | 2        | 1        |
| Puskás Akadémia            | 2020–21        | NB I           | 16        | 4         | 4     | 0     | 1          | 0          | —     | —     | 21       | 4        |
| Puskás Akadémia            | 2021–22        | NB I           | 25        | 1         | 2     | 0     | 3          | 0          | —     | —     | 30       | 1        |
| Puskás Akadémia            | 2022–23        | NB I           | 25        | 3         | 2     | 0     | 1          | 0          | —     | —     | 28       | 3        |
| Puskás Akadémia            | 2023–24        | NB I           | 29        | 7         | 2     | 0     | —          | —          | —     | —     | 31       | 7        |
| Puskás Akadémia            | 2024–25        | NB I           | 5         | 2         | —     | —     | 3          | 0          | —     | —     | 8        | 2        |
| Puskás Akadémia            | Összesen       | Összesen       | 100       | 17        | 13    | 1     | 8          | 0          | —     | —     | 121      | 18       |
| Aqvital Csákvár            | 2019–20        | NB II          | 2         | 0         | —     | —     | —          | —          | —     | —     | 2        | 0        |
| Aqvital Csákvár            | 2020–21        | NB II          | —         | —         | —     | —     | —          | —          | —     | —     | —        | —        |
| Aqvital Csákvár            | 2021–22        | NB II          | 9         | 3         | —     | —     | —          | —          | —     | —     | 9        | 3        |
| Aqvital Csákvár            | 2022–23        | NB II          | 1         | 0         | —     | —     | —          | —          | —     | —     | 1        | 0        |
| Aqvital Csákvár            | Összesen       | Összesen       | 12        | 3         | —     | —     | —          | —          | —     | —     | 12       | 3        |
| Maribor                    | 2024–25        | Prva Liga      | 20        | 1         | 3     | 0     | —          | —          | —     | —     | 23       | 1        |
| Maribor                    | 2025–26        | Prva Liga      | 1         | 0         | —     | —     | 2          | 0          | —     | —     | 3        | 0        |
| Maribor                    | Összesen       | Összesen       | 21        | 1         | 3     | 0     | 2          | 0          | —     | —     | 26       | 1        |
| Debreceni VSC (kölcsönben) | 2025–26        | NB I           | 1         | 0         | —     | —     | —          | —          | —     | —     | 1        | 0        |
| Teljes karrier             | Teljes karrier | Teljes karrier | 134       | 21        | 16    | 1     | 10         | 0          | —     | —     | 160      | 22       |

## Sikerei, díjai
Puskás Akadémia
- Magyar labdarúgó-bajnokság ezüstérmes (1): 2020–21
- Magyar labdarúgó-bajnokság bronzérmes (2): 2021–22, 2023–24